# Jean Henri Dunant (Politiker)

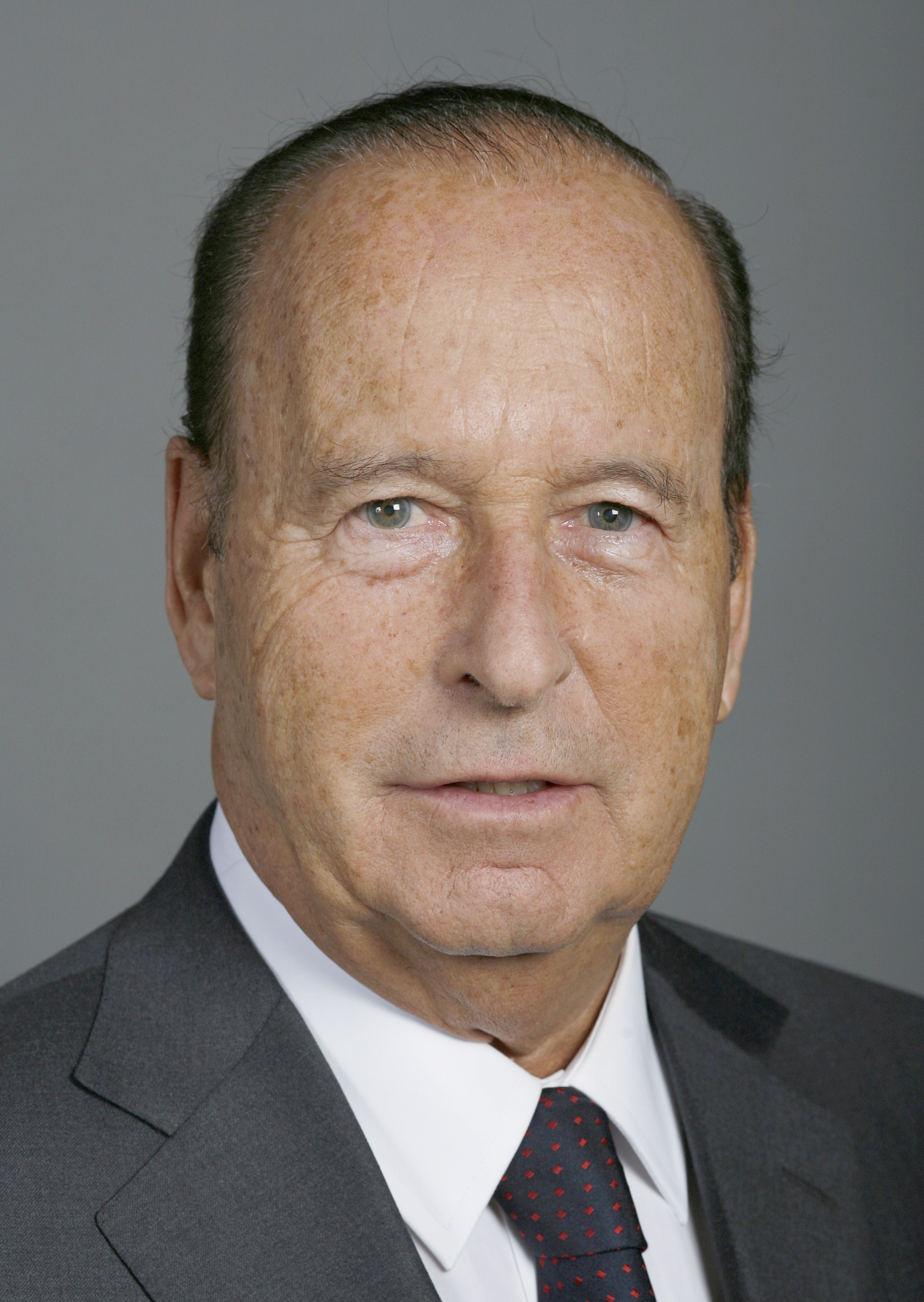
Jean Henri Dunant (2007)

Jean Henri Dunant (* 12. November 1934 in Zürich,  heimatberechtigt in Genf; † 19. Oktober 2015) war ein Schweizer Chirurg und Politiker (SVP).

## Leben und Wirken
Dunant wuchs in Basel auf, studierte Medizin an der Universität Basel und wurde 1961 promoviert. Anschliessend bildete sich Dunant zum Spezialarzt für Chirurgie weiter und wurde Privatdozent an der Universität Basel. Er war verheiratet und hatte einen Sohn.
Ab den Wahlen 1999 sass Dunant im Nationalrat. Er war Präsident der Parlamentarischen Gruppe für Drogenpolitik. Er war von 2006 bis 2009 Präsident der SVP des Kantons Basel-Stadt und Mitglied des Zentralvorstandes der SVP Schweiz. Wegen einer Krankheit trat Dunant per 6. November 2010 von seinem Nationalratsmandat zurück. Für ihn rückte Sebastian Frehner nach, sein Nachfolger als Präsident der SVP Basel-Stadt.